# Фанерна вулиця (Київ)
Фане́рна ву́лиця — вулиця в Дніпровському районі міста Києва, у межах житлового масиву Соцмісто. Пролягає від Харківського шосе до Фанерного провулку.
До Фанерної вулиці прилучається Каунаська вулиця.

## Історія
Фанерна вулиця виникла у середині XX століття під назвою Нова. Назву затверджено у 1957 році, від розташованого на цій вулиці фанерного заводу.